# Tomislav Ivišić
Tomislav Ivišić (Vitez, 9. kolovoza 2003.) hrvatski je profesionalni košarkaš. S hrvatskom kadetskom košarkaškom reprezentacijom (do 16) osvojio je zlatnu medalju na Europskom prvenstvu 2018. u Srbiji.

Sredinom 2020. braća Tomislav Ivišić i Zvonimir Ivišić prelaze iz redova KK Šibenke u crnogorski KK Studentski Centar.

## Vanjske poveznice
- ABA Liga Tomislav Ivišić